# Kabinett Diederichs III
Das Kabinett Diederichs III bildete vom 19. Mai 1965 bis zum 5. Juli 1967 die Niedersächsische Landesregierung. Die Regierung endete regulär mit der Landtagswahl 1967.
| Amt                                                | Name                                       | Partei | Partei |
| -------------------------------------------------- | ------------------------------------------ | ------ | ------ |
| Ministerpräsident                                  | Georg Diederichs                           |        | SPD    |
| Stellvertreter des Ministerpräsidenten             | Richard Langeheine                         |        | CDU    |
| Kultus                                             | Richard Langeheine                         |        | CDU    |
| Inneres                                            | Otto Bennemann                             |        | SPD    |
| Wirtschaft und Verkehr                             | Karl Möller                                |        | CDU    |
| Ernährung, Landwirtschaft und Forsten              | Wilfried Hasselmann                        |        | CDU    |
| Finanzen                                           | Alfred Kubel                               |        | SPD    |
| Justiz                                             | Gustav Bosselmann                          |        | CDU    |
| Soziales                                           | Kurt Partzsch                              |        | SPD    |
| Bundesangelegenheiten, Vertriebene und Flüchtlinge | Curt Miehe (bis 6. Juli 1965)              |        | SPD    |
| Bundesangelegenheiten, Vertriebene und Flüchtlinge | Maria Meyer-Sevenich (ab 13. Oktober 1965) |        | SPD    |